# Vadad
Vadad (románul Vadu) falu Romániában Maros megyében.

## Fekvése
Az unitárius székely falu Marosvásárhelytől 18 km-re északkeletre a Ferenc-patak Nyárádra nyíló völgyében fekszik.

## Története
Lakói a 16. században előbb református, majd unitárius hitre tértek át. Unitárius temploma a falu közepén áll. 1910-ben 482, túlnyomórészt magyar lakosa volt. A trianoni békeszerződésig Maros-Torda vármegye Nyárádszeredai járásához tartozott. 1992-ben 283 lakosából 215 magyar, 68 cigány és 2 román volt.

## Híres emberek
- Itt született 1790-ben Filep József jogtudós
- Itt született 1929-ben Török Pál képzőművész
- Itt született 1932 január 14-én Kilyén Árpád  festőművész[2]
- Itt született Kilyén Irén néprajzkutató
- Itt született Toszó Árpád (1936) mérnök, üzemszervező

## Galéria

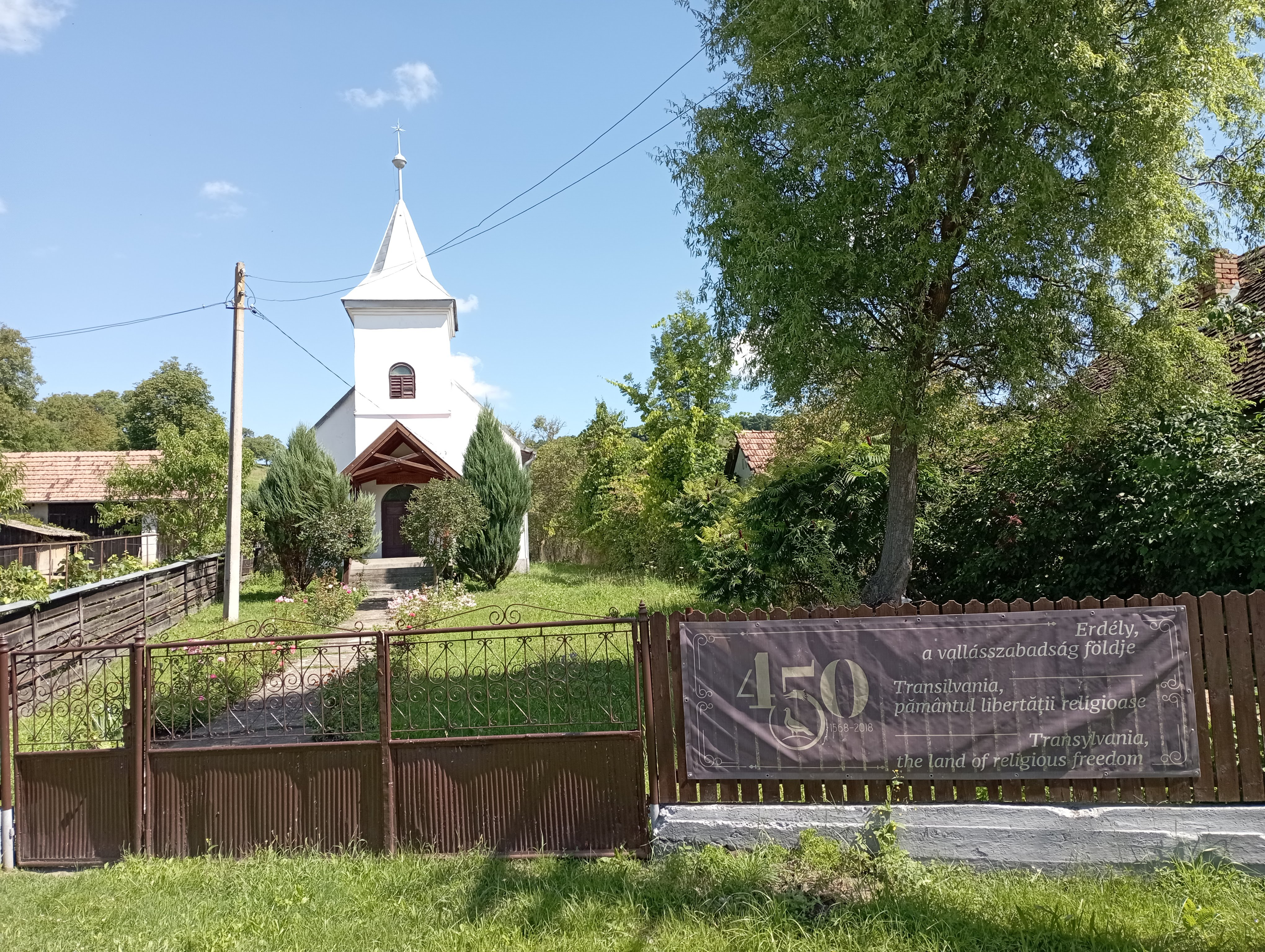
Unitárius templom, 2023
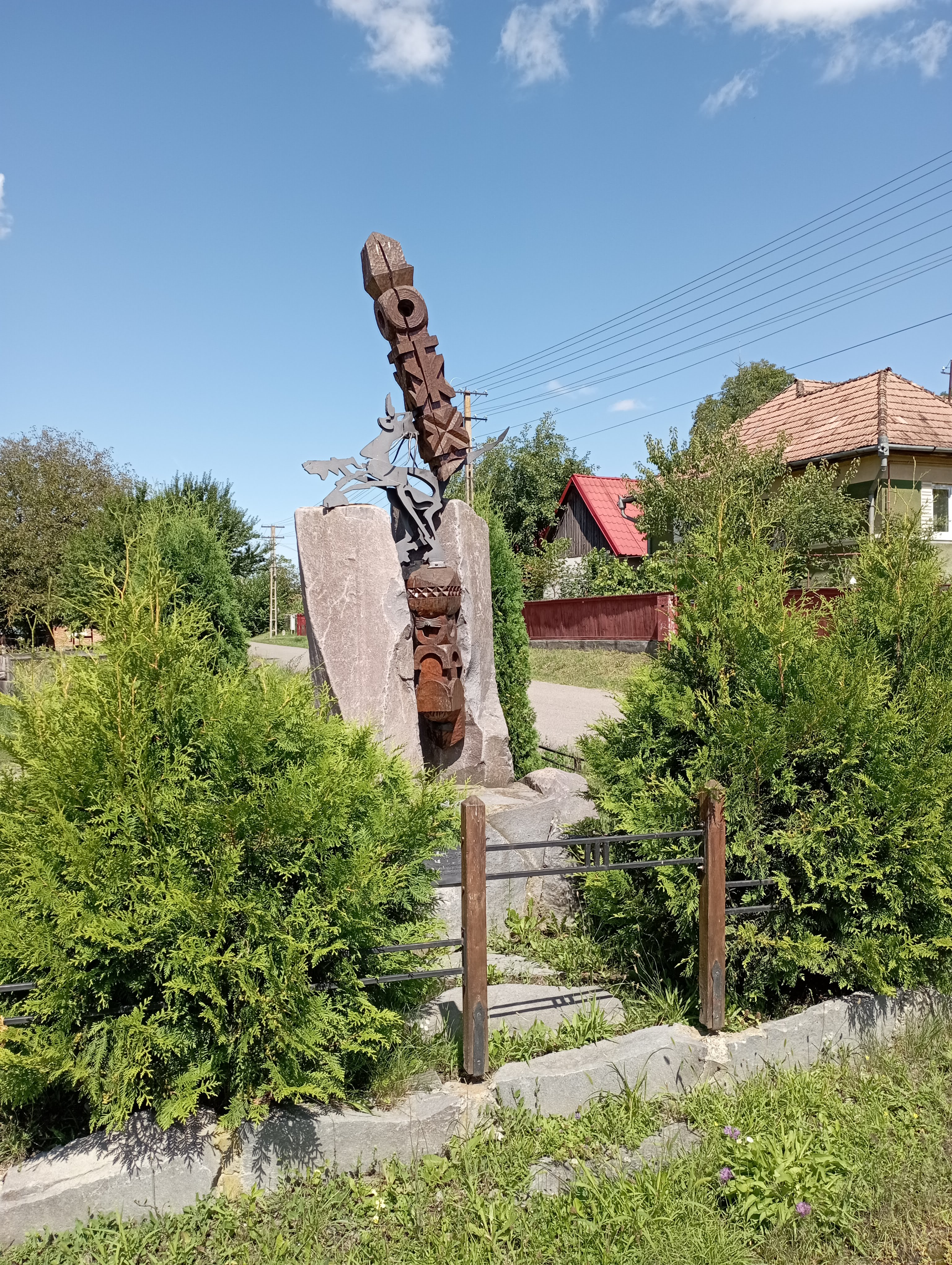
Központi emlékmű